# Демонжо, Милен
Мари́-Эле́н Демонжо́ (фр. Marie-Hélène Demongeot, известная под сценическим именем Миле́н Демонжо́ (фр. Mylène Demongeot), 29 сентября 1935[…], Ницца, Приморские Альпы, Франция — 1 декабря 2022[…], XV округ Парижа, Франция[…]) — французская актриса кино, телевидения и театра, писательница. Её карьера охватывала почти семь десятилетий и включала в себя участие в более чем 100 французских, итальянских и англоязычных постановках.
Первую известность актриса получила после исполнения роли Миледи де Винтер в «Трёх мушкетёрах» (1961). Однако наибольшую популярность ей принесла роль журналистки Элен в трилогии о Фантомасе («Фантомас» (1964), «Фантомас разбушевался» (1965) и «Фантомас против Скотланд-Ярда» (1967)), которая позднее стала культовой.
Демонжо также являлась символом женственности 1950-х—1960-х годов. Она снималась в разножанровом кино — триллерах, вестернах, комедиях, пеплумах, исторических и приключенческих фильмах — избежав типизации ролей, за что получила прозвище «Ветеран кинематографа».

## Биография
Мари-Элен Демонжо родилась 29 сентября 1935 года в семье франко-итальянца, уроженца Ниццы Альфреда Жана Демонжо (1897—1961) и уроженки Харькова Клавдии Георгиевны Трубниковой (1904—1986), эмигрировавшей с семьёй во Францию во время Гражданской войны в России. Семья была двуязычной, и юная Милен могла говорить по-русски и по-французски, но в конце концов перешла на французский. У неё был старший единоутробный брат Леонид Ивантов (род. 17 декабря 1925), родившийся в Харбине от предыдущего брака её матери.
В детстве у Демонжо было косоглазие, пока в подростковом возрасте она не перенесла операцию по его исправлению.
В 13 лет она отправилась в Париж и продолжила своё образование. Она училась игре на фортепиано под руководством Маргариты Лонг и Ива Ната. Затем она изучала драматическое искусство у Марии Вентуры на курсах актёра Рене Симона (Le Cours Simon) в Париже.
Милен Демонжо начала свою карьеру в пятнадцатилетнем возрасте, работая фотомоделью в ателье Пьера Кардена. В 17 лет Милен дебютировала в кино в роли второго плана в фильме «Любовные приключения» (1953). Появляясь в трёх или четырёх художественных фильмах каждый год, она приобрела международную известность в конце 1950-х годов.
7 июня 1957 года Демонжо присутствовала вместе с Гэри Купером на открытии первого эскалатора, установленного в самом большом европейском кинотеатре «Гран-Рекс» в Париже.
В 1957 году актриса появилась в фильме «Салемские колдуньи», где у неё была незабываемая сцена соблазнения персонажа Ива Монтана. Её первая заметная главная роль была в фильме «Будь красивой и молчи» (1958), в котором она сыграла 17-летнюю контрабандистку драгоценностей.

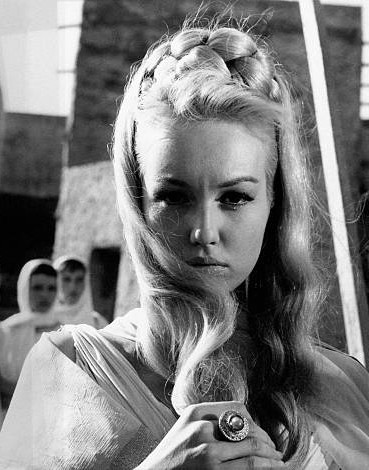
Милен Демонжо в фильме «Похищение сабинянок» (1961).

Милен ещё больше развила свой экранный образ манипулирующей белокурой любовницы в фильме «Здравствуй, грусть!» (1958) вместе с Дэвидом Нивеном, и надолго застряла в шаблонном образе юмористической соблазнительницы после совместной роли с Аленом Делоном в комедии «Прекрасные женщины» (1959). Её шанс обновить свой кинообраз появился в исторических фильмах. Она сыграла манипулятивную и кокетливую Андромеду вместе со Стивом Ривзом в «Марафонской битве» (1959) и главную роль Ри в «Похищении сабинянок» (1961) с Роджером Муром. Среди её самых известных ролей — манипулятивная Миледи де Винтер в фильме «Три мушкетёра: Часть первая — Подвески королевы» (1961) и журналистка Элен в трилогии о Фантомасе.
В 1966 году Милен Демонжо приняла участие в съёмках одного из эпизодов телесериала «Дела агентства „О“», поставленного режиссёром Марком Сименоном по одноимённому сборнику рассказов его отца — Жоржа Сименона.
Милен Демонжо стала одним из светловолосых секс-символов французского кинематографа 1950-х, 60-х и 70-х годов. Она постепенно отказывалась от стереотипного образа красивой кокетки, но всё ещё выглядела довольно убедительно в ролях женщин средних лет в 1980-х и 1990-х годах.
Она также была продюсером и совладельцем Kangaroo Films, продюсерской компании, которую она основала вместе со своим покойным мужем Марком Сименоном.
После длительного перерыва она снялась в фильмах «Набережная Орфевр, 36» (2004), «Кемпинг» (2006) и «Калифорния» (2006) режиссёра и сценариста Жака Фиески, основанных на рассказе Жоржа Сименона.
В 2009 году Милен Демонжо стала Почётным президентом Международного фестиваля короткометражного кино «Харьковская сирень», получившего своё название по книге актрисы.
Скончалась 1 декабря 2022 года в возрасте 87 лет в парижской больнице после длительной борьбы с раком брюшины.

## Книги
В дополнение к своей работе в кино Милен также написала несколько книг, самыми известными из которых являются «Секретный ящик» и «Ваш питомец». В 2000-х годах она приезжала на родину своей матери в Харьков. Там она посадила памятное дерево и презентовала свою автобиографическую книгу «Харьковская сирень» (Les Lilas de Kharkov).

## Награды
В июле 2006 года Демонжо была награждена орденом Искусств и литературы командорской степени.
В 2017 году стала кавалером Ордена Почётного легиона.

## Семья
- Отец — Альфред Демонжо.
- Мать — Клавдия Трубникова.
- Единоутробный брат — Леонид Ивантов.
- Бабушка — Клотильда Фауссоне ди Клавесана.
- Дедушка — Марсель Демонжо.
- Первый муж — Анри Косте (брак с 1958 по 1966 год).
- Второй муж — Марк Сименон (1939—1999), брак с 16 сентября 1968 по 24 октября 1999 года.

## Цитаты
Бриджит Бардо написала в одной из своих книг: «Милен была моей маленькой сестрой в кино, затем стала моей боевой сестрой, весами, как и я. Она всегда любила животных, даже дошла до того, что спасла львёнка со съёмочной площадки, которого привезла обратно в отель, где она жила во время съёмок».
Артур Миллер писал: «Милен Демонжо была [в „Салемских колдуньях“] по-настоящему красива и настолько полна настоящей сексуальности, что стала всеобщей силой, чьё влияние на общество превосходило её саму».
Демонжо познакомилась с Гэри Купером на открытии первого эскалатора, установленного в кинотеатре «Гран-Рекс» в Париже 7 июня 1957 года. Она заявила в интервью: «Гэри Купер был великолепен, я должна сказать, что теперь он был частью звёзд — Гэри Купер, Кэри Грант, Джон Уэйн — те великие американцы, которых я встречала, действительно были невероятными парнями, таких, как они, больше нет».
О Дэвиде Нивене она сказала в интервью: «Он был как лорд, он был частью тех великих актёров, которые были экстраординарными, как Дирк Богард, личностями с большим классом, элегантностью и юмором. Я только однажды видела, как Дэвид разозлился. Преминджер выписал его на день, но в конце концов попросил забрать его. Я сказала: „Сэр, вы его уволили, он уехал в Довиль играть в казино“. Поэтому мы арендовали вертолёт, чтобы они немедленно отправились и нашли его. Два часа спустя он вернулся, полный ярости. Там я увидел, как Дэвид утратил свою британскую флегму, вежливость и класс. Это было по-королевски».

## Фильмография
| Год  |    | Русское название                             | Оригинальное название                                                | Роль                               |
| ---- | -- | -------------------------------------------- | -------------------------------------------------------------------- | ---------------------------------- |
| 1953 | ф  | Дети любви                                   | Les Enfants de l’amour                                               | Николь                             |
| 1955 | ф  | Шелест                                       | Frou-Frou                                                            |                                    |
| 1955 | ф  | Будущие звёзды                               | Futures vedettes                                                     | Николь                             |
| 1956 | ф  | Это прекрасный мир                           | It’s A Wonderful World                                               |                                    |
| 1956 | ф  | Папа, мама, моя жена и я                     | Papa, maman, ma femme et moi                                         |                                    |
| 1957 | ф  | Когда приходит любовь                        | Quand vient l’amour                                                  |                                    |
| 1957 | ф  | Салемские ведьмы                             | Les Sorcières de Salem                                               | Абигайль                           |
| 1957 | ф  | Нищий и красавица                            | Une manche et la belle                                               | Ева Доллан                         |
| 1958 | ф  | Здравствуй, грусть!                          | Bonjour tristesse                                                    | Эльза                              |
| 1958 | ф  | Будь красива и молчи (фр.)                   | Sois belle et tais-toi                                               |                                    |
| 1958 | ф  | В ту ночь                                    | Cette nuit-là                                                        |                                    |
| 1959 | ф  | Ветер поднимается                            | Le vent se lève                                                      |                                    |
| 1959 | ф  | Слабые женщины                               | Faibles femmes                                                       |                                    |
| 1959 | ф  | Служебный вход                               | Entrée de service'                                                   | Ингрид                             |
| 1959 | ф  | Битва при Марафоне                           | La Bataille de Marathon                                              |                                    |
| 1959 | ф  | Бурная ночь                                  | La notte brava / Les Garçons                                         | Лаура                              |
| 1960 | ф  | Под десятью флагами                          | Sous dix drapeaux                                                    | Зизи                               |
| 1960 | ф  | Любовь в Риме                                | L’Inassouvie                                                         | Анна Падоан, актриса               |
| 1961 | ф  | Чёрный всадник                               | Le Cavalier noir                                                     |                                    |
| 1961 | ф  | Певец без песни                              | The Singer Not the Song                                              | Лоча                               |
| 1961 | ф  | Похищение сабинянок                          | L’Enlèvement des Sabines                                             | Реа                                |
| 1961 | ф  | Три мушкетёра                                | Les Trois Mousquetaires                                              | Миледи Винтер                      |
| 1962 | ф  | Отель «Копакабана»                           | Copacabana Palace                                                    |                                    |
| 1962 | ф  | Дон Джованни с Голубого Берега               | Les Don Juan de la Côte d’Azur                                       |                                    |
| 1963 | ф  | Из-за, из-за женщины                         | À cause, à cause d’une femme                                         |                                    |
| 1963 | ф  | Доктор в отчаянии                            | Doctor in Distress                                                   |                                    |
| 1963 | ф  | Ищите кумира                                 | Cherchez l’idole                                                     |                                    |
| 1963 | ф  | Квартира девушек                             | L’Appartement des filles                                             |                                    |
| 1963 | ф  | Золото для Цезарей                           | L’Or des Césars                                                      | Пенелопа                           |
| 1964 | ф  | Фантомас                                     | Fantômas                                                             | Элен, журналистка газеты «Рассвет» |
| 1965 | ф  | Хижина дяди Тома                             | La Case de l’oncle Tom                                               | Гарриет Бичер-Стоу                 |
| 1965 | ф  | Фантомас разбушевался                        | Fantômas se déchaîne                                                 | Элен, журналистка газеты «Рассвет» |
| 1965 | ф  | Ярость в Байе для OSS-117                    | Furia à Bahia pour OSS 117                                           | Анна-Мария                         |
| 1966 | ф  | Милый друг 2000, или Как соблазнить плейбоя? | Go, go, play-boy (Bel Ami 2000 oder Wie verführt man einen Playboy?) |                                    |
| 1966 | ф  | Нежный проходимец                            | Tendre voyou                                                         |                                    |
| 1966 | ф  | Фантомас против Скотленд-Ярда                | Fantômas contre Scotland Yard                                        | Элен, журналистка газеты «Рассвет» |
| 1968 | ф  |                                              | Une cigarette pour un ingénu (незавершённый фильм)                   |                                    |
| 1968 | ф  | Частный флот сержанта О’Фаррелла             | La Marine en folie                                                   |                                    |
| 1968 | тф | Дела агентства «О»                           | Les Dossiers de l'agence O (серия La Cage d'Émile)                   | Милена Ольга                       |
| 1969 | ф  | Один из тринадцати                           | 12 + 1                                                               | Джуди                              |
| 1970 | ф  | Выскочка                                     | Le Champignon                                                        |                                    |
| 1971 | ф  | Взрыв                                        | L’Explosion                                                          | Катя                               |
| 1972 | ф  | Блюзы Монреаля                               | Montréal blues                                                       |                                    |
| 1972 | ф  | Несколько арпанов снега                      | Quelques arpents de neige                                            | Лаура                              |
| 1972 | ф  |                                              | Douce est la revanche                                                |                                    |
| 1972 | ф  |                                              | Les pavillons de verre                                               |                                    |
| 1973 | ф  | У меня есть моя поездка!                     | Quand c’est parti, c’est parti                                       |                                    |
| 1974 | ф  | Фарфоровые свадьбы                           | Les Noces de porcelaine                                              | Джулия                             |
| 1974 | ф  | Роковая подмена                              | Par le sang des autres                                               |                                    |
| 1975 | ф  | Жить надо с риском                           | Il faut vivre dangereusement                                         | Лауренсия                          |
| 1977 | ф  | Уловка                                       | L'Échappatoire (La Moto qui tue)                                     | Элизабет                           |
| 1977 | ф  |                                              | Recherche dans l'intérêt des familles (серия Fausse manœuvre)        |                                    |
| 1978 | ф  |                                              | Douze heures pour mourir                                             |                                    |
| 1979 | ф  |                                              | Un jour un tueur                                                     |                                    |
| 1980 | ф  |                                              | Kick, Raoul, la moto, les jeunes et les autres (мини-сериал)         |                                    |
| 1981 | ф  | Знак «Фуракс»                                | Signé Furax                                                          | Мальвина                           |
| 1982 | ф  |                                              | Marion (мини-сериал)                                                 |                                    |
| 1983 | ф  | Вечеринка с сюрпризами                       | Surprise Party                                                       |                                    |
| 1983 | ф  | Внебрачный ребёнок                           | Le Bâtard                                                            |                                    |
| 1983 | ф  | Шоковые полицейские                          | Flics de choc                                                        |                                    |
| 1984 | ф  | Поймай меня…или быть беде!                   | Retenez-moi… ou je fais un malheur !                                 |                                    |
| 1984 | ф  | Принцесса и фотограф                         | Yoroppa tokkyu                                                       |                                    |
| 1984 | ф  |                                              | Mon ami Washington                                                   |                                    |
| 1986 | ф  | Полетт, бедная маленькая миллиардерша        | Paulette, la pauvre petite milliardaire                              |                                    |
| 1986 | ф  | Вечернее платье                              | Tenue de soirée                                                      | жена пары в постели                |
| 1988 | ф  | Беруше просматривает счета                   | Béruchet dit la Boulie                                               |                                    |
| 1988 | ф  |                                              | La Diva et le Professeur                                             |                                    |
| 1989 | ф  |                                              | The Man Who Lived at the Ritz                                        |                                    |
| 1992 | ф  |                                              | Vacances au purgatoire                                               |                                    |
| 1994 | ф  | По следу телеграфа                           | 'La Piste du télégraphe                                              | Мюрей                              |
| 1994 | ф  |                                              | Minder (телесериал)                                                  |                                    |
| 1995 | ф  |                                              | Chien et Chat (серия La Faute)                                       |                                    |
| 1995 | ф  | Золотоискатель                               | Chercheurs d'or (телесериал)                                         |                                    |
| 1997 | ф  | Идеальный мужчина                            | L’Homme idéal                                                        |                                    |
| 1998 | ф  | Мы — все выигравшие (короткометражный)       | Nous sommes tous des gagnants                                        |                                    |
| 2004 | ф  | Красные огни                                 | Feux rouges                                                          |                                    |
| 2004 | ф  | Победа                                       | Victoire                                                             |                                    |
| 2004 | ф  | Набережная Орфевр, 36                        | 36 Quai des Orfèvres                                                 | Ману Берлинер                      |
| 2005 | ф  |                                              | La Tête haute                                                        |                                    |
| 2005 | ф  |                                              | Le Fantôme du lac                                                    | Луиза Перро                        |
| 2005 | ф  |                                              | Tokyo Tower                                                          |                                    |
| 2006 | ф  | Кемпинг                                      | Camping                                                              |                                    |
| 2006 | ф  | Калифорния                                   | La Californie                                                        |                                    |
| 2007 | ф  | Под крышами Парижа                           | Les Toits de Paris                                                   |                                    |
| 2009 | ф  | Обманщица                                    | Tricheuse                                                            |                                    |
| 2009 | ф  | Оскар и розовая дама                         | Oscar et la Dame rose                                                |                                    |
| 2010 | ф  | Кемпинг 2                                    | Camping 2                                                            |                                    |
| 2010 | ф  | Мама                                         | Maman !                                                              | мать                               |
| 2011 | ф  |                                              | Si tu meurs, je te tue                                               | Женевьева                          |
| 2013 | ф  | За сигаретами                                | Elle s'en va                                                         | Фанфан                             |
| 2013 | ф  |                                              | La Balade de Lucie                                                   |                                    |
| 2013 | ф  |                                              | Les Mauvaises Têtes                                                  |                                    |
| 2014 | ф  |                                              | Des roses en hiver                                                   |                                    |
| 2015 | ф  |                                              | No Limit (3-й сезон)                                                 | мать Винсента                      |
| 2015 | ф  | Три свадьбы и один удар молнии               | Trois mariages et un coup de foudre                                  | Мамита                             |
| 2017 | ф  | Я и ты                                       | The Midwife                                                          | Роланда                            |

### Биографические книги
- Tiroirs secrets, Paris, Éditions Le Pré aux clercs, 2001, 324 p. ISBN 978-2-84228-131-1
- Mémoires de cinéma: une vie et des films (préf. Jacques Fieschi), Paris, Éditions Hors collection, 2011, 256 p. ISBN 978-2-258-09002-6
- L'Amour fou, Paris, Éditions Michel Lafon, 2019, 183 p. ISBN 978-2-7499-3484-6

### Повести и рассказы
- Les Lilas de Kharkov, Paris, Éditions Hachette, 1990, 286 p. ISBN 978-2-01-016628-0
- Biographie de sa mère. Réédition par les Éditions Blanc, 1998. ISBN 978-2-8439-7032-0
- Réédition par les Éditions Pygmalion/Flammarion, 2009. ISBN 978-2-7564-0301-4
- Avec Isabelle Sokolow, Le Piège, l'alcool n'est pas innocent, Paris, Éditions Flammarion, coll. «Documents et Essais», 2008, 223 p., broché. ISBN 978-2-08-121404-0
- Les Animaux de ma vie (préf. Boris Cyrulnik, ill. Catel Muller dite «Catel»), Paris, Éditions Flammarion, 2009, 266 p. ISBN 978-2-08-122925-9
- Mes monstres sacrés (préf. Dominique Besnehard), Paris, Éditions Flammarion, coll. «Documents et Essais», 2015, 256 p. ISBN 978-2-08-134474-7
- La vie, c'est génial!: Vieillir sans oublier d'être heureux, Paris, L'Archipel, coll. «Arts et spectacle», 2018, 236 p. ISBN 978-2-84228-131-1 et ISBN 978-2-8098-2413-1
- Très chers escrocs…, L'Archipel, 2019. ISBN 978-2-80982-695-1